# Orquestra Sinfônica de Kingston
A Orquestra Sinfónica (português europeu) ou Sinfônica (português brasileiro) de Kingston é uma orquestra baseada em Kingston, Ontário, Canadá. 

## História
A orquestra foi fundada em 1953 com o nome de Nova Associação Sinfônica de Kingston. Foi renomeada para Sinfônica de Kingston em 1963 com a formação de uma nova organização, a Associação Sinfônica de Kingston. A orquestra é, atualmente, comandada pelo maestro Glen Fast, que é o principal maestro desde 1992. 
O primeiro maestro residente da orquestra foi Graham George e ele conduziu a orquestra na première de A Criação de Joseph Haydn, em forma de concerto, em 12 de abril de 1954 no Grande Teatro (residência da orquestra), com o Coral de Kingston e o barítono James Milligan. Nos primeiros três anos da orquestra, ela apresentava apenas dois concertos por ano, mas o número de concertos foi crescendo a partir de 1957 e em 1998 a orquestra apresentava 12 concertos por temporada. Os principais maestro da orquestra incluem William Hill (1957–1959), Edouard Bartlett (1960–1965), Alexander Brott (1965–1981), e Brian Jackson (1982–1991).
Sob a direção de Fast, a orquestra começou a apresentar trabalhos de compositores canadenses com mais frequência. A orquestra apresentou as estreias mundiais de: Concerto para Violino de Chan Ka Nin (1998), Concerto para Piano de Marjan Mozetich (2000), Isaiah de Srul Irving Glick (2002), Concerto para Clarinete de John Burge (2004), As Tentações de Abraão de István Anhalt (2005) e Sinfonia para Soprano e Orquestra de Paul Koprowski (2007).